# Cheltenham
Cheltenham (IPA: /ˈtʃɛltənəm/, 110000 abitanti nel 2001) è una città con status di borough del Regno Unito nella contea inglese del Gloucestershire.
Si tratta di una stazione termale che acquisì una particolare importanza e una risonanza nazionale fin dalla scoperta delle sue acque nel 1716.
I suoi abitanti sono chiamati cheltoniani.
È famosa altresì per la sua architettura Regency, tanto da essere ritenuta la più completa città Regency dell'Inghilterra.
Il piccolo fiume Chelt l'attraversa sia in superficie che sottoterra nel suo percorso fino al Severn. 
Cheltenham è nota anche per le corse dei cavalli e per le numerose organizzazioni sportive che possiede. È stata inoltre sede del Rally di Gran Bretagna nella seconda metà degli anni 1990.

## Storia
Cheltenham appare per la prima volta nell'803 come Celtan hom; l'etimologia del nome non è ancora stata chiarita con certezza, ma una recente teoria ipotizza che la prima parte contenga il sostantivo inglese antico cilta ("collina scoscesa"), qui riferito alla scarpata di Cotswold; il secondo elemento può significare "insediamento" oppure "marcita".
Figura come maniero reale nelle prime pagine della sezione del Gloucestershire del Domesday Book del 1086 dove è chiamato Chintenha[m]. La cittadina ottenne nel 1226 la concessione di tenere un mercato.
Cheltenham divenne un centro per il benessere e la salute dal momento della scoperta delle sorgenti di acqua minerale nel 1716. Si dice che fu Henry Skillicorne (ca. 1678–1763) il primo imprenditore a capirne le potenzialità. Skillicorne, marinaio e mercante in pensione,  divenne co-proprietario del terreno che includeva la prima sorgente di Cheltenham dopo il suo matrimonio nel 1732 con Elizabeth Mason. Dopo il suo trasferimento a Cheltenham nel 1738, egli cominciò ad apportare dei miglioramenti per attrarre visitatori alla sua spa. Costruì una pompa per regolare il flusso dell'acqua e vi eresse attorno un complesso completo di sala da ballo e sale da biliardo ai piani superiori per intrattenere i clienti. Vennero tracciati viali alberati e creati giardini e sentieri per passeggiate con vista sulla campagna circostante, e ben presto i nobili e le classi agiate vennero attratti per scoprire e godere dei benefici e dei comfort che offriva la spa.
La visita di Giorgio III con la Regina e le principesse reali nel 1788 suggellò il successo del turismo termale. La Pittville Pump Room, costruita nel 1830, offre ancora la possibilità di godere delle acque termali, ed è il fulcro di Pittville, un ampliamento urbano di Cheltenham, realizzato da Joseph Pitt  (1759–1842), che posò la prima pietra il 4 maggio 1825.
Il successo di Cheltenham come centro termale si riflesse sulla sua stazione ferroviaria, che si chiama ancora oggi "Cheltenham Spa", e in strutture termali in altre città che furono ad essa ispirate o ne presero il nome, come per esempio i Bagni Cheltenham a Ossett.
Alice Liddell e Lewis Carroll erano visitatori abituali di una casa in Cudnall Street, a Charlton Kings, un sobborgo di Cheltenham. Questa casa era di proprietà dei nonni di Alice Liddell, e conserva ancora lo specchio che fu probabilmente l'ispirazione per il romanzo di Lewis Carroll Attraverso lo specchio, pubblicato nel 1871.
Le corse dei cavalli cominciarono a Cheltenham nel 1815, e divennero un'attrazione a livello nazionale dopo la creazione della competizione annuale del Cheltenham Horse Racing Festival nel 1902. Mentre il numero di turisti che frequentava le terme diminuiva, le corse ippiche attrassero centinaia di migliaia di visitatori portando un notevole indotto alla città.
Durante la seconda guerra mondiale, il Servizio di approvvigionamento dell'Esercito statunitense stabilì il suo quartier generale a Cheltenham sotto il comando del Lieutenant general John C. H. Lee (1887–1958) nell'ippodromo di Cheltenham (il Cheltenham Racecourse) che divenne un gigantesco deposito di innumerevoli autocarri, jeep, carri armati e pezzi di artiglieria. Gran parte di questo equipaggiamento fu rispedito sul continente per lo sbarco in Normandia e le operazioni belliche successive. Lee e il suo staff avevano gli uffici e gli alloggi a Thirlestaine Hall a Cheltenham.
Il 1º aprile 1974, con il Local Government Act 1972, il borough di Cheltenham si fuse con il distretto urbano di Charlton Kings per formare il distretto non metropolitano di Cheltenham. Quattro parrocchie civili — Swindon Village, Up Hatherley, Leckhampton e Prestbury — vennero aggiunte al borough di Cheltenham dal borough di Tewkesbury nel 1991.
Il primo aereo con motore a turbogetto a volare nel Regno Unito, il Gloster E.28/39, venne realizzato a Cheltenham. La sua costruzione cominciò ad Hucclecote vicino a Gloucester, ma venne spostato alla Regent Motors in High Street (ora Regent Arcade) a Cheltenham, considerato un luogo più sicuro a causa dei bombardamenti della seconda guerra mondiale.

## Infrastrutture e trasporti
La stazione ferroviaria di Cheltenham si trova sulla Cross Country Route e collega la città con Gloucester, Bristol, Swindon, Londra (Paddington), Cardiff, Bridgend, Maesteg, Plymouth, Birmingham, Derby arrivando fino alla Scozia.
La città può essere raggiunta in macchina dall'autostrada M5.

## Parrocchie civili
Intorno alla città esistono le seguenti parrocchie civili, trasferite (tranne Charlton Kings) al borough di Cheltenham dopo il 1º aprile 1991 da borough di Tewkesbury:
- Charlton Kings
- Leckhampton
- Prestbury
- Swindon
- Up Hatherley

## Amministrazione

### Gemellaggi
- Annecy
- Cheltenham
- Soči, dal 1959
- Weihai

Amicizie:
- Kisumu